# Carici-Centaureetum rupestris
Carici-Centaureetum rupestris er et plantesamfund, som findes i tørre karstområder, hvor den oprindelige bøgeskov er afløst af fåregræssede, lysåbne egeskove. Samfundet er knyttet til karst, hvor undergrunden er kalk med talrige sprækker og rende, og hvor muldlaget er meget tyndt. Planterne er ligeledes afhængige af konstant lystilgang, og derfor findes samfundet kun på områder, hvor der foregår vedvarende græsning eller høslæt.

## Klassificering
- Klasse: Elyno-Seslerietea variae
  - Orden: Seslerietalia variae
    - Samfund: Carici-Centaureetum rupestris

## Karakterplanter
Ved Center for sustainable recultivation Vremscica i Slovenien, ganske kort øst for det italienske Trieste, hvor jorden er rendzinaagtigt leptosol, findes nogle tørre, fåregræssede overdrevsområder, hvor arten vokser sammen med bl.a. Almindelig Kællingetand, Alpe-Kugleblomst, Bakke-Star, Bjerg-Kløver, Brachypodium rupestre (en art af Stilkaks), Centaurea triumfettii (en art af Knopurt), Cerastium holosteoides (en art af Hønsetarm), Festuca valesiaca, Galium corrudifolium (en art af Snerre), Glat Brilleskulpe, Gul Hestesko, Koeleria lobata (en art af Kambunke), Lav Bakketidsel, Leucanthemum liburnicum (en art af Margerit), Narcissus radiiflorus (en art af Narcis), Nøgle-Klokke, Opret Hejre, Plantago argentea (en art af Vejbred), Rank Potentil, Ranunculus oreophilus (en art af Ranunkel), Skede-Kronvikke, Tidlig Timian og Vår-Krokus

## Note
1. ↑  M. Vidrih, F. Batic, T. Prus og K. Eler: Vegetation and soil characteristics of Karst pastures grazed by sheep Arkiveret 19. marts 2013 hos  Wayback Machine – forskningsrapport på (engelsk)